# جوانه زدن

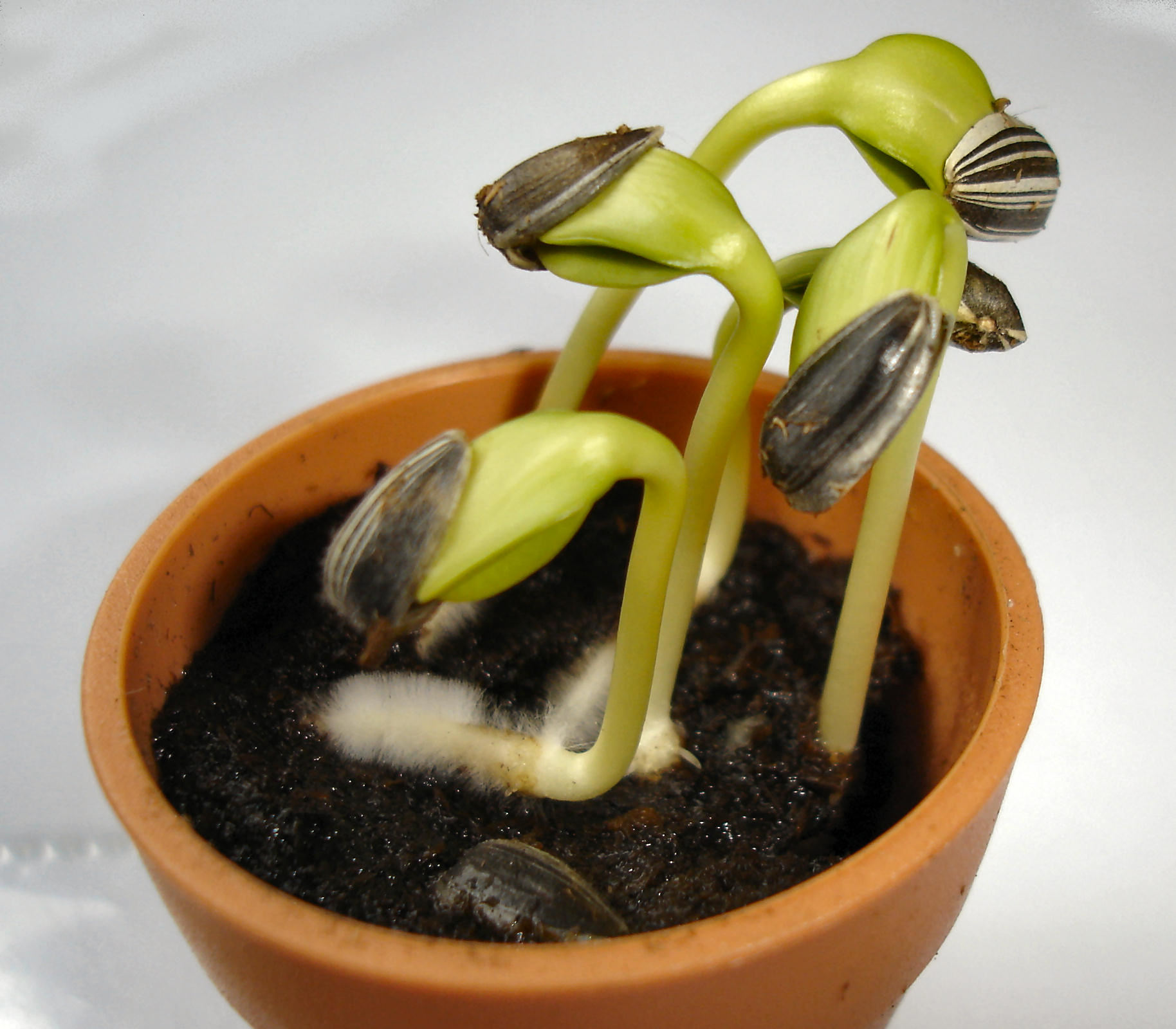
نهال‌های آفتاب‌گردان سه روز پس از جوانه زدن

تَندش، جوانه‌زنی، جوانه زدن یا سبز شدن به رشد گیاهان یا قارچ‌ها از طریق بذر می‌گویند. معمولی‌ترین نوع جوانه زدن، جوانه گیاهان گلدار یا بازدانگان است که از طریق بذر آن گیاه رشد می‌کنند. اما به رشد قارچ‌ها از طریق ریسه و هاگ‌ها نیز گفته می‌شود.